# Порхачи (Ярославская область)
Порхачи — деревня Охотинского сельского поселения Мышкинского района Ярославской области.
Деревня расположена в южной части поселения, она стоит с восточной стороны федеральной автомобильной трассы Р104, на расстоянии около 1,5 км от правого берега Волги (Рыбинское водохранилище) и около 700 м к югу от деревни Курзино. К югу от деревни Порхачи на расстоянии около 1 км на трассе находится деревня Кирьяново. На расстоянии около 500 м к северо-западу от деревни Порхачи стоит деревня Петровское. К западу от деревни Порхачи на берегу Волги стоит деревня Угольники. В 2 км на восток на левом берегу Юхоти находится деревня Костюрино,.
На 1 января 2007 года в деревне числилось 7 постоянных жителей. Деревню обслуживает почтовое отделение, находящееся в селе Охотино.

## Известные жители
- Георгиевский, Леонид (р. 1980) — прозаик, драматург.